# ليلي جان
ليلي جان (بالإنجليزية: Lily Jan)‏ هي أستاذة جامعية وعالمة أحياء وعالمة أعصاب أمريكية، ولدت في 20 يناير 1947 في فوزهو في الصين.